# Амстердам (вулкан)
Амстердам - сплячий стратовулкан, розташований на південному заході однойменного острова в південній частині Індійського океану. Виверження вулкану не зафіксовано. Околиці вулкана вкриті густою рослинністю. Висота вулкана над рівнем моря становить 881 метр, підводна частина йде на глибину 365 метрів.
Амстердам є найпівнічнішим вулканом на Антарктичній плиті. Його місце розташування розташовується на місці розломів плити, в околицях якої є підводні долини. У районі нерідкі землетруси. 
Вулкан був сформований у два етапи. Спочатку утворилася кальдера з лавовим озером, від якої виходили лавові потоки. В результаті утворилися шлакові конуси та сліди від лавових потоків. У цьому діяльність припинилася. Найбільш тривалий період активності зберігався у кратері Дюма на північному сході острова.

## Зовнішні посилання
- Вулкан Амстердам. Global Volcanism Program. Смітсонівський інститут. (англ.)
- Volcano Live — John Search
- Volcanodb.com.{{cite web}}:  Обслуговування CS1: Сторінки з параметром url-status, але без параметра archive-url (посилання)